# 사라방드
《사라방드》(Saraband)는 잉마르 베리만의 2003년작 영화로, 그의 마지막 작품이다. SVT를 위해 만든 텔레비전 영화이지만, 영화관에서도 개봉하였다. 30년 만에 다시 만난 《결혼 풍경》의 주인공 마리안과 요한 외에 요한의 아들 헨릭, 요한의 아내 안나, 헨릭과 안나의 딸 카린을 중심으로 이야기가 전개된다.

## 출연
- 리브 울만 (Liv Ullmann) - 마리안
- 엘랜드 요셉슨 (Erland Josephson) - 요한
- 보르즈 알스테츠 (Borje Ahlstedt) - 헨릭
- 줄리아 듀프베니우스 (Julia Dufvenius) - 카린
- 군넬 프레드 (Gunnel Fred) - 마샤